# Thijmen Blokzijl
Thijmen Blokzijl, né le 25 février 2005 à Groningue aux Pays-Bas, est un footballeur néerlandais qui joue au poste de défenseur central au FC Groningue.

## Biographie

### En club
Thijmen Blokzijl est formé par le FC Groningue, qu'il rejoint en 2016 en provenance de Be Quick 1887 (en). Il signe son premier contrat professionnel à l'âge de 16 ans, le 8 mai 2021. Il est alors lié au club jusqu'en juin 2024. Il intègre le groupe professionnel, faisant la première fois son apparition sur le banc de l'équipe première le 16 mai 2021 face au PEC Zwolle. Il n'entre toutefois pas en jeu ce jour-là. Blokzijl a notamment l'occasion de jouer avec la légende du club, Arjen Robben.
Il joue son premier match en professionnel le 8 janvier 2023, contre l'Excelsior Rotterdam, pour ce qui est sa première apparition en Eredivisie, la première division néerlandaise. Il est titularisé et son équipe est battue par un but à zéro.

### En équipe nationale
Thijmen Blokzijl est sélectionné avec l'équipe des Pays-Bas des moins de 17 ans pour participer au championnat d'Europe des moins de 17 ans en 2022, étant l'un des joueurs majeur lors de la qualification. Les Pays-Bas se qualifient pour la finale du tournoi après leur victoire aux tirs au but face à la Serbie en demie. Il participe à la finale face à la France le 1er juin 2022 en étant titularisé mais son équipe s'incline cette fois par deux buts à un.
Avec les moins de 19 ans, Blokzijl joue un total de six matchs entre 2023 et 2024, dont cinq en tant que titulaire.

## Palmarès
Pays-Bas -17 ans
- Championnat d'Europe -17 ans :
  - Finaliste : 2022.